# Ante Krstulović
Ante Krstulović je hrvatski filmski, televizijski i kazališni glumac.

## Filmografija

### Televizijske uloge
- "Gora" kao GSS-ovac #1 (2023.)
- "Kumovi" kao Ante Šušnjara (2022. – 2023.)
- "Blago nama"  kao Ante (2021.)
- "Uspjeh" kao Bruno (2019.)
- "Kud puklo da puklo" kao policajac Nediljko (2014. – 2015.)
- "Stipe u gostima" kao Šime (2014.)
- "Jugoslavenske tajne službe" kao Edvard Kardelj (2012.)
- "Loza" kao Marin (2011. – 2012.)
- "Larin izbor" kao Dinkov prijatelj (2011. – 2012.)
- "Najbolje godine" kao svećenik Tomi (2011.)
- "Na granici" kao financijski inspektor (2018.)
- "Periferija city" kao mladić (2010.)
- "Mamutica" kao Kristijan Grbić-Beli (2010.)
- "Hitna 94" kao Dr. Bojan Perasović (2008.)
- "Zauvijek susjedi" kao Kiki (2008.)
- "Dobre namjere" kao Ilkov sin (2008.)

### Filmske uloge
- "Snow White" (2022.)
- "Zbog tebe" kao Ante (2016.)
- "Nije kraj" kao bolničar (2008.)

## Vanjske poveznice
- Ante Krstulović u internetskoj bazi filmova IMDb-u (engl.)